# Добра (гмина, Щецин)
Добра (пол. Dobra) — сельская гмина (волость) в Польше, входит как административная единица в Полицкий повет, Западно-Поморское воеводство. Население — 11 707 человек (на 2005 год).